# Distretto di Xuhui
Il distretto di Xuhui (cinese semplificato: 徐汇区; cinese tradizionale: 徐匯區; mandarino pinyin: Xúhuì Qū) è un distretto di Shanghai. Ha una superficie di 55 km² e una popolazione di 909.294 al 2010.